# 케리누 다 시우바 바그네르
케리누 다 시우바 바그네르(포르투갈어: Qerino da Silva Wagner, 1987년 1월 31일 ~ )는 브라질 출신의 축구 선수이다. 2011년 K리그의 대전 시티즌에서 활약할 당시엔 본인의 이름인 바그네르를 한국식으로 음역하여 박은호라는 이름으로 등록하였다.2014년 FC 안양에 입단해서는 바그너라는 이름으로 등록하였다.

## 축구인 경력

### 클럽 경력
2011년, 대전 시티즌으로 이적하며 처음으로 K리그 무대를 밟은 바그네르는 데뷔전에서 프리킥으로만 두골을 넣어 스타로 떠올랐다.